# Màiskoie (Bélgorod)
|  | Per a altres significats, vegeu «Màiskoie». |

Màiskoie - Майское (rus) - és un poble de l'óblast de Bélgorod, a Rússia. El 2010 tenia 46 habitants. Pertany al districte (raion) de Valuiki.